# Renesse (film)
Renesse is een Nederlandse film uit 2016, met in de hoofdrol Niek Roozen. De film speelt zich hoofdzakelijk af in de Zeeuwse badplaats Renesse.

## Verhaal
Bas zit in het ziekenhuis, waar zijn opa opgenomen is. Hij wordt door de verpleegster geroepen, want zijn opa wil hem nog een keer zien. Onderweg stoppen ze bij een gangkast om seks te hebben. Even later schrikt hij op, want het was een fantasie. Hij zit in de wachtruimte van het ziekenhuis met zijn hand in zijn broek. De verpleegster uit zijn fantasie blijkt werkelijkheid te zijn en neemt hem ook mee omdat zijn opa (een mini-rol van Peter Faber) hem wil zien. Die geeft hem het advies elke kans om seks te hebben te benutten, waarop hij overlijdt. De slonzige notaris moet lachen om het testament, en vertelt samenvattend dat het volgens het testament de wens van opa was dat zijn kleinzoons Bas en Thijs zijn as met een vuurpijl de lucht in schieten vanaf het strand van Renesse. Met tegenzin gaan Bas en zijn vrienden Luca en Daniel, samen met Thijs naar Renesse. Aangekomen op de camping krijgen ze een kleine plek nabij het toiletgebouw aangewezen. Na de tent opgezet te hebben, denken Bas en Luca meiden gespot te hebben waar ze mee uit willen. De meiden lijken al bezet te zijn en de vriendjes vinden niets leuker dan Bas en zijn vrienden te pesten.
Bas wordt al snel verliefd op Rosalie, het nichtje van de zure campingeigenaar, maar is wat verlegen tegenover haar. Door een vervalst SMS'je lijkt Rosalie hem uit te nodigen bij haar te komen douchen. Bij aankomst blijkt zij al onder de douche te staan. Bas kleedt zich uit en komt bij haar in de douche. Rosalie gilt van schrik, waardoor haar oom (de campingeigenaar) denkt dat Bas haar lastigvalt. Daarop moet Bas naakt over de camping wegvluchten, waarbij hij zijn penis bedekt met zijn handen. Later gaat Bas met twee meisjes mee naar hun caravan, waar ze de deur op slot doen en blijkt dat ze als dominante partij van harde SM houden. Bas is daar niet van gediend, rukt zich los en weet door het dak te vluchten.
Luca wordt verliefd op Emmanuelle, een blind meisje. Hij vertelt de anderen over haar, maar niet dat ze blind is. Emmanuelle komt daar achter en is teleurgesteld in Luca omdat hij zich blijkbaar tegenover zijn vrienden voor haar geneert.
Thijs zoent met de oudere, verlepte toiletjuffrouw, die zich dit uit verveling laat welgevallen. Daniel heeft alleen maar tijd voor zijn VR-bril.
Als Jody Bernal afzegt voor het strandfeest van de camping is Rosalie erg somber. Een goede opkomst bij het strandfeest zou de enige redding zijn geweest voor de camping, waarmee het financieel slecht gaat. Luca probeert Bas te helpen door te doen alsof hij kan regelen dat Lil' Kleine gaat optreden omdat hij hem goed kent. Dat is niet zo, maar Bas, Luca en Daniel gaan snel naar Goes, waar Lil' Kleine optreedt, om het toch te proberen. Bij gebrek aan ander vervoer huren ze Segways, maar stranden onderweg met lege accu's. Vervolgens krijgen ze een lift van een dronken man die ternauwernood aan een frontale botsing met een zware vrachtwagen ontsnapt. Ze lopen Lil' Kleine net mis, en gaan onverrichter zake terug. Bas besluit de waarheid te vertellen aan Rosalie, en die wil niks meer met hem te maken hebben. De pestkoppen laten de campinggasten de tent van de vrienden gebruiken als toilet, waarop Bas uit boosheid de vuurpijl met as afvuurt op de pestkoppen. Daarop moeten de vrienden voor hun wraak vluchten van de camping. Thijs is door de SM-meisjes binnengehaald en geniet er wel van. De vrienden hebben hem echter met spoed nodig omdat hij de chauffeur is; hij komt na aandringen mee en bestuurt, nog helemaal naakt, de auto. Nick ziet kans de urn met de as van zijn opa op de weg leeg te schudden, waardoor de pestkoppen in hun dure auto tijdelijk geen zicht meer hebben en blindelings de schuur van de campingbaas binnenrijden, waarop deze woedend naar buiten komt rennen en meteen daarop vliegt de schuur ook nog in brand. Zo weten de vrienden veilig te ontkomen.
In de auto op weg naar huis blijkt Thijs Lil' Kleine toevallig goed te kennen, waarop hij hem alsnog voor het feest regelt, en ze terugkeren. De camping is nu financieel gered, ook doordat de campingeigenaar bij de verzekeraar van de pestkoppen niet alleen alle schade, maar frauduleus ook de kosten van het achterstallig onderhoud succesvol claimt. De pestkoppen komen niet meer in beeld.
Zo komt het weer goed tussen Bas en Rosalie. Luca verontschuldigt zich tegenover Emmanuelle, en tussen hen is het dan ook weer goed. We zien ook opnieuw Thijs, nu helemaal in zijn element onder de plak van de twee SM-meisjes.

De verhaallijn van de film vertoont overeenkomsten met de komische Amerikaanse road movie Sex Drive (film): een clubje jonge, op seks beluste antihelden beleeft benarde avonturen maar aan het eind wordt met losse flitsen getoond dat alles op zijn pootjes terecht komt.

## Rolverdeling
| Acteur               | Personage     | opmerkingen                    |
| -------------------- | ------------- | ------------------------------ |
| Niek Roozen          | Bas           |                                |
| Martijn van Eijzeren | Luca          | vriend van Bas                 |
| Simon Kindermans     | Daniel        | vriend van Bas                 |
| Sam Doets            | Thijs         | neef van Bas                   |
| Sem Klarenbeek       | Mike          | pestkop                        |
| Robert Kuipers       | Roderick      | pestkop                        |
| Yasmin Karssing      | Rosalie       | nichtje van de campingeigenaar |
| Martijn Lavrijssen   | Marcus        |                                |
| Ella-June Henrard    | Emmanuelle    | blind meisje                   |
| Florence Vos Weeda   | Laudien       |                                |
| Lisa Zweerman        | Anna          |                                |
| Imme Steinmann       | Maaike        |                                |
| Carmen van Weersel   | Lonneke       |                                |
| Marieke Burger       | Maggie        |                                |
| Jorik Scholten       | Lil' Kleine   | zichzelf                       |
| Maxime Heinsbroek    | Knap Meisje 1 |                                |
| Dianne Van Den Eng   | Knap Meisje 2 |                                |
| Monica Geuze         | zichzelf      |                                |
| Trudi Klever         | Moeder Bas    |                                |
| Marck Oostra         | Vader Bas     |                                |
| Eva Smid             | Verpleegster  |                                |
| Lili Kooijman        | Consuela      |                                |
| Daphne Zwoferink     | Manon         |                                |
| Dragan Bakema        | Frank         |                                |
| Peter Faber          | Opa Bas       |                                |
| Andrea Vos           | Moeder Daniel |                                |
| Ferdi Stofmeel       | Notaris       |                                |
| Mitta Van der Maat   | Toiletdame    |                                |
| Véronique Seghers    | Feestvierder  |                                |